# Łukskaje
Łukskaje (biał. Лукскае; ros. Лукское) – mijanka i przystanek kolejowy pomiędzy miejscowościami Alsahorka i Zialonaja Dalina, na granicy rejonów rohaczowskiego i żłobińskiego, w obwodzie homelskim, na Białorusi. Położona jest na linii Orsza - Mohylew - Żłobin.
Do 2017 stacja kolejowa.